# Scottish League Cup 2016/17
Der Scottish League Cup wurde 2016/17 zum 71. Mal ausgespielt. Der schottische Fußball-Ligapokal, der unter den Teilnehmern der Premiership, Championship sowie der League One und League Two sowie die beiden Meistern der Highland- und Lowland Football League ausgetragen wurde, begann am 15. Juli 2016 und endete mit dem Finale am 27. November 2016 im Hampden Park von Glasgow. Der Wettbewerb wurde offiziell als Betfred Scottish League Cup ausgetragen. Das Format wurde im Vergleich zu den Vorjahren geändert. Zunächst wurden 8 Gruppen mit jeweils fünf Mannschaften gebildet. Die acht Gruppensieger und die vier zweitbesten Mannschaften jeder Gruppe erreichten die 2. Runde. Die Mannschaften die am Europapokal teilnahmen starteten erst in der 2. Runde. Wurde in einem Duell nach 90 Minuten kein Sieger gefunden, so wurde das Spiel im Elfmeterschießen entschieden. Der Sieger erhielt zwei Punkte, der Verlierer einen. Als Titelverteidiger startete Ross County in den Wettbewerb, das im Vorjahresfinale gegen den Zweitligisten Hibernian Edinburgh gewann. Die Staggies schieden bereits in der wieder eingeführten Gruppenphase aus, nachdem die Mannschaft am 3. Spieltag mit 2:3-beim Drittligisten Alloa Athletic verloren hatte. In den Halbfinalspielen die im Hampden Park ausgetragen wurden, kam es neben dem Old-Firm-Derby zwischen Celtic Glasgow und den Rangers, zum Spiel zwischen dem FC Aberdeen und dem Zweitligisten Greenock Morton. Celtic gewann das Derby mit 1:0 durch ein Tor von Moussa Dembélé. Die Dons gewannen gegen den Zweitligisten aus Morton mit 2:0 nach Treffern von Adam Rooney und Kenny McLean. Celtic erreichte damit zum 31. Mal das Endspiel im Ligapokal seit 1957, wovon 15 gewonnen wurden. Für die Dons war es der dreizehnte Einzug in das Finale seit 1947 bei sechs Siegen. Beide Vereine standen sich nach 1977 und 2000 zum dritten Mal im direkten Duell im Finale gegenüber. Celtic gewann das Finale souverän mit 3:0 durch Tore von Tom Rogić, James Forrest und Moussa Dembélé. Er war der 16. Titel im Ligapokal seit deren letzten Sieg im Jahr 2015 und der 100. Titel in der Vereinsgeschichte.

## Termine
Die Spielrunden wurden an folgenden Terminen ausgetragen:
- Gruppenphase: 15., 16., 20., 23., 27., 30. und 31. Juli 2016
- 2. Runde: 9. und 10. August 2016
- Viertelfinale: 20. und 21. September 2016
- Halbfinale: 22. und 23. Oktober 2016
- Finale: 27. November 2016 (So.)

## Teilnehmende Mannschaften
Am Wettbewerb nehmen folgende 44 Mannschaften teil: (Reihenfolge nach Endplatzierung in der Saison)
| Premiership 12 Vereine der Saison 2015/16 | Championship 10 Vereine der Saison 2015/16 | League One 10 Vereine der Saison 2015/16 | League Two 10 Vereine der Saison 2015/16 | Highland Football League Meister der Saison 2015/16 Lowland Football League Meister der Saison 2015/16 |
| Celtic Glasgow FC Aberdeen Heart of Midlothian FC St. Johnstone FC Motherwell Ross County (TV) Inverness CT FC Dundee Partick Thistle Hamilton Academical FC Kilmarnock Dundee United | Glasgow Rangers FC Falkirk Hibernian Edinburgh Raith Rovers Greenock Morton FC St. Mirren Queen of the South FC Dumbarton FC Livingston Alloa Athletic | Dunfermline Athletic Ayr United FC Peterhead FC Stranraer Airdrieonians FC Albion Rovers Brechin City FC Stenhousemuir FC Cowdenbeath Forfar Athletic | FC East Fife Elgin City FC Clyde FC Queen’s Park Annan Athletic Berwick Rangers Stirling Albion FC Montrose FC Arbroath FC East Stirlingshire | Cove Rangers Edinburgh City                                                                            |

## Gruppenphase
Die Gruppenphase wurde am 27. Mai 2016 ausgelost. Die acht Gruppensieger und die vier zweitbesten Mannschaften jeder Gruppe erreichten die 2. Runde. Die Europapokalteilnehmer Celtic Glasgow, FC Aberdeen, Heart of Midlothian und Hibernian Edinburgh starteten in der 2. Runde. Ausgetragen wurden die Spiele zwischen dem 15. und 31. Juli 2016.

### Gruppe A
| Pl. | Verein          | Sp. | S | U | N | Tore    | Diff. | Punkte |
| --- | --------------- | --- | - | - | - | ------- | ----- | ------ |
| 1.  | FC Peterhead    | 4   | 2 | 1 | 1 | 008:600 | +2    | 08     |
| 2.  | FC East Fife    | 4   | 2 | 1 | 1 | 005:400 | +1    | 08     |
| 3.  | FC Dundee       | 4   | 2 | 1 | 1 | 015:500 | +10   | 07     |
| 4.  | Forfar Athletic | 4   | 1 | 1 | 2 | 004:110 | −7    | 05     |
| 5.  | FC Dumbarton    | 4   | 0 | 2 | 2 | 007:130 | −6    | 02     |

| 16. Juli 2016   |                 |                 |
| FC East Fife    | 1:1 (4:2 i. E.) | FC Dundee       |
| Forfar Athletic | 2:2 (5:3 i. E.) | FC Dumbarton    |
| 19. Juli 2016   |                 |                 |
| FC Dumbarton    | 0:2             | FC East Fife    |
| FC Peterhead    | 2:0             | Forfar Athletic |
| 23. Juli 2016   |                 |                 |
| FC Dundee       | 6:2             | FC Dumbarton    |
| FC East Fife    | 2:1             | FC Peterhead    |
| 26. Juli 2016   |                 |                 |
| Forfar Athletic | 2:0             | FC East Fife    |
| FC Peterhead    | 2:1             | FC Dundee       |
| 30. Juli 2016   |                 |                 |
| FC Dumbarton    | 3:3 (5:6 i. E.) | FC Peterhead    |
| FC Dundee       | 7:0             | Forfar Athletic |

### Gruppe B
| Pl. | Verein           | Sp. | S | U | N | Tore    | Diff. | Punkte |
| --- | ---------------- | --- | - | - | - | ------- | ----- | ------ |
| 1.  | FC St. Johnstone | 4   | 3 | 1 | 0 | 011:200 | +9    | 10     |
| 2.  | FC Falkirk       | 4   | 2 | 0 | 2 | 005:400 | +1    | 06     |
| 3.  | Stirling Albion  | 4   | 2 | 0 | 2 | 006:700 | −1    | 06     |
| 4.  | Brechin City     | 4   | 1 | 1 | 2 | 005:800 | −3    | 05     |
| 5.  | Elgin City       | 4   | 1 | 0 | 3 | 006:120 | −6    | 03     |

| 16. Juli 2016    |                 |                  |
| Elgin City       | 1:3             | FC St. Johnstone |
| Stirling Albion  | 1:0             | FC Falkirk       |
| 19. Juli 2016    |                 |                  |
| Brechin City     | 2:1             | Stirling Albion  |
| FC Falkirk       | 3:0             | Elgin City       |
| 23. Juli 2016    |                 |                  |
| Elgin City       | 4:2             | Brechin City     |
| FC St. Johnstone | 3:0             | FC Falkirk       |
| 26. Juli 2016    |                 |                  |
| Brechin City     | 1:1 (4:2 i. E.) | FC St. Johnstone |
| Stirling Albion  | 4:1             | Elgin City       |
| 30. Juli 2016    |                 |                  |
| FC Falkirk       | 2:0             | Brechin City     |
| FC St. Johnstone | 4:0             | Stirling Albion  |

### Gruppe C
| Pl. | Verein               | Sp. | S | U | N | Tore    | Diff. | Punkte |
| --- | -------------------- | --- | - | - | - | ------- | ----- | ------ |
| 1.  | Inverness CT         | 4   | 3 | 1 | 0 | 015:300 | +12   | 11     |
| 2.  | Dundee United        | 4   | 2 | 2 | 0 | 010:300 | +7    | 10     |
| 3.  | Dunfermline Athletic | 4   | 2 | 0 | 2 | 007:700 | ±0    | 06     |
| 4.  | FC Cowdenbeath       | 4   | 1 | 0 | 3 | 004:110 | −7    | 03     |
| 5.  | FC Arbroath          | 4   | 0 | 1 | 3 | 001:130 | −12   | 01     |

| 15. Juli 2016        |                 |                      |
| FC Arbroath          | 1:1 (3:5 i. E.) | Dundee United        |
| 16. Juli 2016        |                 |                      |
| FC Cowdenbeath       | 1:2             | Inverness CT         |
| 19. Juli 2016        |                 |                      |
| Dundee United        | 6:1             | FC Cowdenbeath       |
| Dunfermline Athletic | 3:0             | FC Arbroath          |
| 23. Juli 2016        |                 |                      |
| FC Cowdenbeath       | 0:3             | Dunfermline Athletic |
| Inverness CT         | 1:1 (1:4 i. E.) | Dundee United        |
| 26. Juli 2016        |                 |                      |
| Dunfermline Athletic | 1:5             | Inverness CT         |
| 27. Juli 2016        |                 |                      |
| FC Arbroath          | 0:2             | FC Cowdenbeath       |
| 30. Juli 2016        |                 |                      |
| Inverness CT         | 7:0             | FC Arbroath          |
| 31. Juli 2016        |                 |                      |
| Dundee United        | 2:0             | Dunfermline Athletic |

### Gruppe D
| Pl. | Verein         | Sp. | S | U | N | Tore    | Diff. | Punkte |
| --- | -------------- | --- | - | - | - | ------- | ----- | ------ |
| 1.  | Alloa Athletic | 4   | 4 | 0 | 0 | 010:200 | +8    | 12     |
| 2.  | Raith Rovers   | 4   | 2 | 1 | 1 | 005:400 | +1    | 08     |
| 3.  | Ross County    | 4   | 2 | 1 | 1 | 011:400 | +7    | 07     |
| 4.  | Cove Rangers   | 4   | 1 | 0 | 3 | 004:130 | −9    | 03     |
| 5.  | FC Montrose    | 4   | 0 | 0 | 4 | 001:800 | −7    | 0      |

| 15. Juli 2016  |                 |                |
| Cove Rangers   | 1:2             | Raith Rovers   |
| 16. Juli 2016  |                 |                |
| FC Montrose    | 0:1             | Ross County    |
| 19. Juli 2016  |                 |                |
| Alloa Athletic | 4:0             | Cove Rangers   |
| Raith Rovers   | 2:1             | FC Montrose    |
| 23. Juli 2016  |                 |                |
| FC Montrose    | 0:2             | Alloa Athletic |
| Ross County    | 1:1 (3:4 i. E.) | Raith Rovers   |
| 26. Juli 2016  |                 |                |
| Alloa Athletic | 3:2             | Ross County    |
| 27. Juli 2016  |                 |                |
| Cove Rangers   | 3:0             | FC Montrose    |
| 30. Juli 2016  |                 |                |
| Raith Rovers   | 0:1             | Alloa Athletic |
| Ross County    | 7:0             | Cove Rangers   |

### Gruppe E
| Pl. | Verein             | Sp. | S | U | N | Tore    | Diff. | Punkte |
| --- | ------------------ | --- | - | - | - | ------- | ----- | ------ |
| 1.  | Partick Thistle    | 4   | 4 | 0 | 0 | 009:200 | +7    | 12     |
| 2.  | Queen of the South | 4   | 3 | 0 | 1 | 006:200 | +4    | 09     |
| 3.  | Airdrieonians FC   | 4   | 1 | 1 | 2 | 005:700 | −2    | 05     |
| 4.  | FC Queen’s Park    | 4   | 1 | 1 | 2 | 005:700 | −2    | 04     |
| 5.  | FC Stenhousemuir   | 4   | 0 | 0 | 4 | 002:900 | −7    | 0      |

| 15. Juli 2016      |                 |                    |
| Airdrieonians FC   | 0:1             | Partick Thistle    |
| 16. Juli 2016      |                 |                    |
| FC Queen’s Park    | 0:2             | Queen of the South |
| 19. Juli 2016      |                 |                    |
| Queen of the South | 2:0             | Airdrieonians FC   |
| FC Stenhousemuir   | 0:2             | FC Queen’s Park    |
| 23. Juli 2016      |                 |                    |
| Airdrieonians FC   | 2:1             | FC Stenhousemuir   |
| Partick Thistle    | 2:1             | Queen of the South |
| 26. Juli 2016      |                 |                    |
| FC Queen’s Park    | 3:3 (7:8 i. E.) | Airdrieonians FC   |
| FC Stenhousemuir   | 1:4             | Partick Thistle    |
| 30. Juli 2016      |                 |                    |
| Partick Thistle    | 2:0             | FC Queen’s Park    |
| Queen of the South | 1:0             | FC Stenhousemuir   |

### Gruppe F
| Pl. | Verein                | Sp. | S | U | N | Tore    | Diff. | Punkte |
| --- | --------------------- | --- | - | - | - | ------- | ----- | ------ |
| 1.  | Glasgow Rangers       | 4   | 4 | 0 | 0 | 010:000 | +10   | 12     |
| 2.  | FC Motherwell         | 4   | 3 | 0 | 1 | 009:300 | +6    | 09     |
| 3.  | FC Stranraer          | 4   | 2 | 0 | 2 | 005:800 | −3    | 06     |
| 4.  | Annan Athletic        | 4   | 1 | 0 | 3 | 004:700 | −3    | 03     |
| 5.  | FC East Stirlingshire | 4   | 0 | 0 | 4 | 001:110 | −10   | 0      |

| 16. Juli 2016         |     |                       |
| Annan Athletic        | 1:2 | FC Stranraer          |
| FC Motherwell         | 0:2 | Glasgow Rangers       |
| 19. Juli 2016         |     |                       |
| Glasgow Rangers       | 2:0 | Annan Athletic        |
| FC Stranraer          | 3:1 | FC East Stirlingshire |
| 22. Juli 2016         |     |                       |
| FC East Stirlingshire | 0:3 | Glasgow Rangers       |
| 23. Juli 2016         |     |                       |
| Annan Athletic        | 1:3 | FC Motherwell         |
| 25. Juli 2016         |     |                       |
| Glasgow Rangers       | 3:0 | FC Stranraer          |
| 26. Juli 2016         |     |                       |
| FC Motherwell         | 3:0 | FC East Stirlingshire |
| 30. Juli 2016         |     |                       |
| FC East Stirlingshire | 0:2 | Annan Athletic        |
| FC Stranraer          | 0:3 | FC Motherwell         |

### Gruppe G
| Pl. | Verein              | Sp. | S | U | N | Tore    | Diff. | Punkte |
| --- | ------------------- | --- | - | - | - | ------- | ----- | ------ |
| 1.  | Hamilton Academical | 4   | 3 | 0 | 1 | 010:500 | +5    | 09     |
| 2.  | Ayr United          | 4   | 3 | 0 | 1 | 005:200 | +3    | 09     |
| 3.  | FC St. Mirren       | 4   | 3 | 0 | 1 | 007:500 | +2    | 09     |
| 4.  | FC Livingston       | 4   | 1 | 0 | 3 | 006:700 | −1    | 03     |
| 5.  | Edinburgh City      | 4   | 0 | 0 | 4 | 002:110 | −9    | 0      |

| 16. Juli 2016       |     |                     |
| Ayr United          | 2:1 | Hamilton Academical |
| FC Livingston       | 2:3 | FC St. Mirren       |
| 19. Juli 2016       |     |                     |
| FC St. Mirren       | 1:0 | Ayr United          |
| 20. Juli 2016       |     |                     |
| Edinburgh City      | 0:3 | FC Livingston       |
| 23. Juli 2016       |     |                     |
| Ayr United          | 1:0 | Edinburgh City      |
| Hamilton Academical | 3:0 | FC St. Mirren       |
| 26. Juli 2016       |     |                     |
| FC Livingston       | 0:2 | Ayr United          |
| 27. Juli 2016       |     |                     |
| Edinburgh City      | 2:4 | Hamilton Academical |
| 30. Juli 2016       |     |                     |
| Hamilton Academical | 2:1 | FC Livingston       |
| FC St. Mirren       | 3:0 | Edinburgh City      |

### Gruppe H
| Pl. | Verein          | Sp. | S | U | N | Tore    | Diff. | Punkte |
| --- | --------------- | --- | - | - | - | ------- | ----- | ------ |
| 1.  | Greenock Morton | 4   | 3 | 1 | 0 | 005:000 | +5    | 11     |
| 2.  | FC Kilmarnock   | 4   | 2 | 1 | 1 | 005:500 | ±0    | 07     |
| 3.  | FC Clyde        | 4   | 1 | 1 | 2 | 004:500 | −1    | 05     |
| 4.  | Albion Rovers   | 4   | 0 | 3 | 1 | 001:200 | −1    | 04     |
| 5.  | Berwick Rangers | 4   | 0 | 2 | 2 | 003:600 | −3    | 02     |

| 16. Juli 2016   |                 |                 |
| Albion Rovers   | 0:0 (3:4 i. E.) | Greenock Morton |
| FC Clyde        | 1:2             | FC Kilmarnock   |
| 19. Juli 2016   |                 |                 |
| Berwick Rangers | 0:0 (4:5 i. E.) | Albion Rovers   |
| Greenock Morton | 1:0             | FC Clyde        |
| 23. Juli 2016   |                 |                 |
| FC Clyde        | 1:1 (6:5 i. E.) | Berwick Rangers |
| FC Kilmarnock   | 0:2             | Greenock Morton |
| 26. Juli 2016   |                 |                 |
| Albion Rovers   | 1:2             | FC Clyde        |
| Berwick Rangers | 2:3             | FC Kilmarnock   |
| 30. Juli 2016   |                 |                 |
| FC Kilmarnock   | 0:0 (3:5 i. E.) | Albion Rovers   |
| Greenock Morton | 2:0             | Berwick Rangers |

### Rangliste der Gruppenzweiten
Die besten vier Gruppenzweiten erreichten die 2. Runde.
| Pl. | Verein             | Sp. | S | U | N | Tore    | Diff. | Punkte | Gruppe |
| --- | ------------------ | --- | - | - | - | ------- | ----- | ------ | ------ |
| 1.  | Dundee United      | 4   | 2 | 2 | 0 | 010:300 | +7    | 10     | C      |
| 2.  | FC Motherwell      | 4   | 3 | 0 | 1 | 009:300 | +6    | 09     | F      |
| 3.  | Queen of the South | 4   | 3 | 0 | 1 | 006:200 | +4    | 09     | E      |
| 4.  | Ayr United         | 4   | 3 | 0 | 1 | 005:200 | +3    | 09     | G      |
| 5.  | FC East Fife       | 4   | 2 | 1 | 1 | 005:400 | +1    | 08     | A      |
| 6.  | Raith Rovers       | 4   | 2 | 1 | 1 | 005:400 | +1    | 08     | D      |
| 7.  | FC Kilmarnock      | 4   | 2 | 1 | 1 | 005:500 | ±0    | 07     | H      |
| 8.  | FC Falkirk         | 4   | 2 | 0 | 2 | 005:400 | +1    | 08     | B      |

## 2. Runde
Die 2. Runde wurde am 31. Juli 2016 ausgelost. Teilnahmen aus der 1. Runde die acht Gruppensieger und die vier zweitbesten Mannschaften jeder Gruppe. Dazu stiegen die Europapokalteilnehmer Celtic Glasgow, FC Aberdeen, Heart of Midlothian und Hibernian Edinburgh in den Wettbewerb ein. Ausgetragen wurden die Spiele am 9. und 10. August 2016.
|                          | Ergebnis |                                  |
| ------------------------ | -------- | -------------------------------- |
| Alloa Athletic (III)     | 1:0      | Inverness Caledonian Thistle (I) |
| Dundee United (II)       | 3:1      | Partick Thistle (I)              |
| Hamilton Academical (I)  | 1:2      | Greenock Morton (II)             |
| Hibernian Edinburgh (II) | 1:3      | Queen of the South (II)          |
| Glasgow Rangers (I)      | 5:0      | FC Peterhead (III)               |
| Ayr United (II)          | 1:2      | FC Aberdeen (I)                  |
| Celtic Glasgow (I)       | 5:0      | FC Motherwell (I)                |
| FC St. Johnstone (I)     | 3:2      | Heart of Midlothian (I)          |

## Viertelfinale
Das Viertelfinale wurde am 10. August 2016 ausgelost. Ausgetragen wurden die Spiele zwischen dem 20. und 22. September 2016.
|                      | Ergebnis |                         |
| -------------------- | -------- | ----------------------- |
| Greenock Morton (II) | 2:1      | Dundee United (II)      |
| Glasgow Rangers (I)  | 5:0      | Queen of the South (II) |
| Celtic Glasgow (I)   | 2:0      | Alloa Athletic (III)    |
| FC Aberdeen (I)      | 1:0      | FC St. Johnstone (I)    |

## Halbfinale
Das Halbfinale wurde am 22. September 2016 ausgelost. Ausgetragen wurden beide Begegnungen am 22. und 23. Oktober 2016 im Hampden Park von Glasgow.
|                      | Ergebnis |                    |
| -------------------- | -------- | ------------------ |
| Greenock Morton (II) | 0:2      | FC Aberdeen (I)    |
| Glasgow Rangers (I)  | 0:1      | Celtic Glasgow (I) |

## Finale
| FC Aberdeen                                                    | FC Aberdeen | Celtic Glasgow | Celtic Glasgow |
| -------------------------------------------------------------- | --- | --- | -------------- |
| FC Aberdeen                                                    | \| 27. November 2016 um 15:00 Uhr (GMT) in Glasgow (Hampden Park) \| \| Ergebnis: 0:3 (0:2) \| \| Zuschauer: 49.629 \| \| Schiedsrichter: John Beaton \| \| Spielbericht \|                                                                         | \| 27. November 2016 um 15:00 Uhr (GMT) in Glasgow (Hampden Park) \| \| Ergebnis: 0:3 (0:2) \| \| Zuschauer: 49.629 \| \| Schiedsrichter: John Beaton \| \| Spielbericht \| | Celtic Glasgow |
| FC Aberdeen                                                    | Joe Lewis – Shaleum Logan, Andrew Considine, Ash Taylor, Anthony O’Connor (65. Jayden Stockley) – Graeme Shinnie, Ryan Jack – Kenny McLean, Jonny Hayes (71. Niall McGinn), James Maddison – Adam Rooney (79. Wes Burns) Cheftrainer: Derek McInnes | Craig Gordon – Mikael Lustig, Jozo Šimunović, Erik Sviatchenko, Emilio Izaguirre – Scott Brown , Stuart Armstrong, Tom Rogić (77. Callum McGregor), Patrick Roberts (65. Nir Biton), James Forrest (90.+1' Leigh Griffiths) – Moussa Dembélé Cheftrainer: Brendan Rodgers ( Nordirland) | Celtic Glasgow |
| FC Aberdeen                                                    | 0:1 Tom Rogić (16.) 0:2 James Forrest (37.) 0:3 Moussa Dembélé (64., Strafstoß) | | Celtic Glasgow |
| FC Aberdeen                                                    | Scott Brown (48.), Nir Biton (73.) | | Celtic Glasgow |
| 27. November 2016 um 15:00 Uhr (GMT) in Glasgow (Hampden Park) | | |                |
| Ergebnis: 0:3 (0:2)                                            | | |                |
| Zuschauer: 49.629                                              | | |                |
| Schiedsrichter: John Beaton                                    | | |                |
| Spielbericht                                                   | | |                |